# Roger Michael Mahony

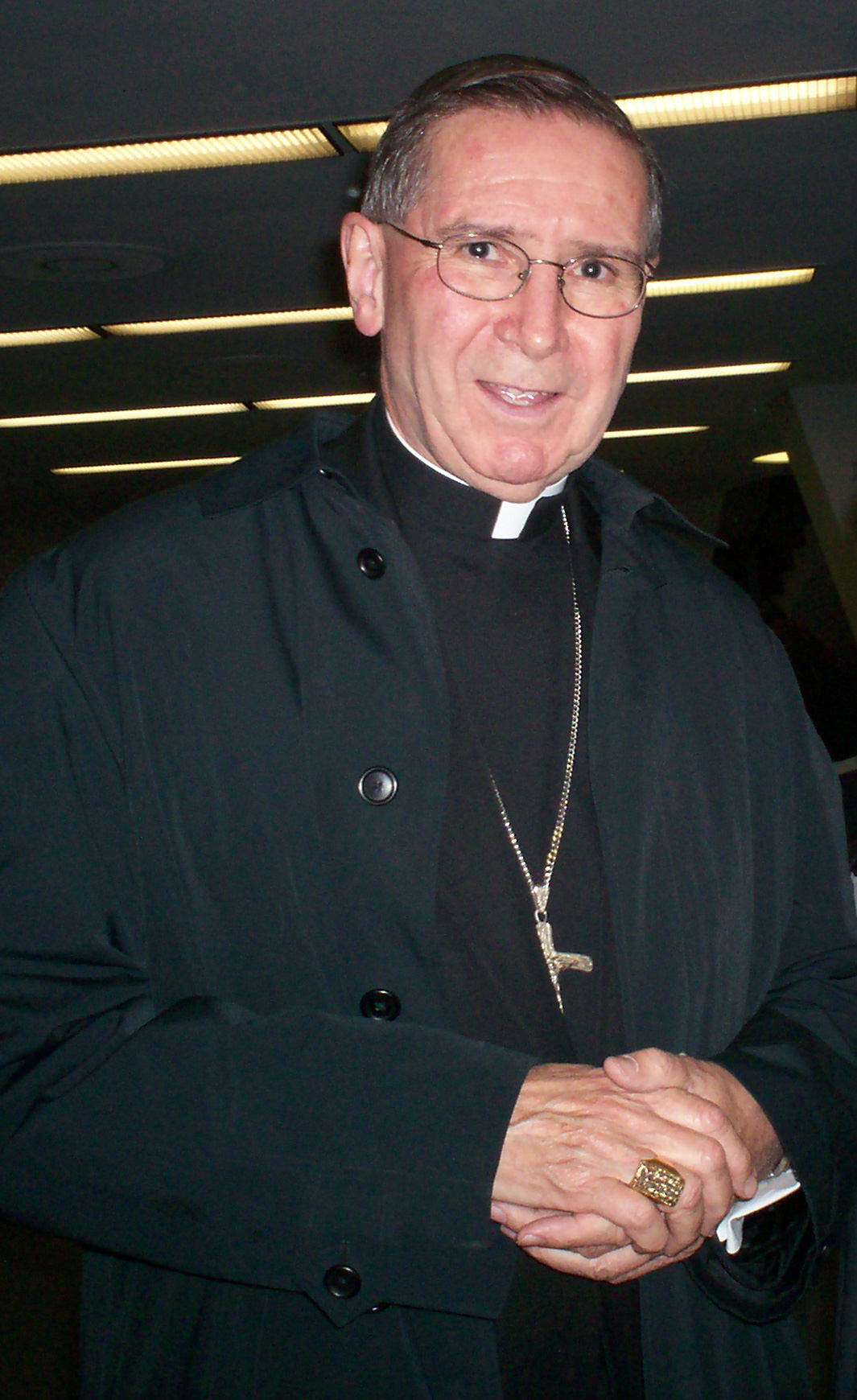
Kardinal Roger M. Mahony

Wappen von Roger Michael Kardinal Mahony

 Roger Michael Kardinal Mahony  (* 27. Februar 1936 in Hollywood, Kalifornien) ist emeritierter Erzbischof von Los Angeles.

## Leben

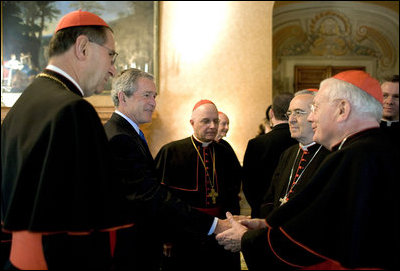
Mahony (links) und andere US-amerikanische Kardinäle mit Präsident George W. Bush (2005)

Roger Michael Mahony erhielt im Elternhaus und in der Schule eine religiöse Erziehung. Er studierte Katholische Theologie und Philosophie an den Seminaren von Mission Hills und Camarillo, ehe er am 1. Mai 1962 das Sakrament der Priesterweihe empfing. Nach einem Jahr Tätigkeit als Seelsorger in Fresno beauftragte ihn sein Ortsbischof mit weiterführenden Hochschulstudien an der Katholischen Universität von Amerika in Washington, D.C.
Ab 1964 arbeitete er erneut als Priester in Fresno, war zugleich Direktor der Sozialdienste und Wohltätigkeitsorganisationen seines Heimatbistums und hielt Vorlesungen an der Staatlichen Universität von Fresno. Während dieser Zeit begann er, sich für soziale Randgruppen, besonders für die spanischsprachigen Menschen, zu engagieren. 1967 wurde ihm in Anerkennung seiner vielfältigen Verdienste für Minderheiten der Ehrentitel Ehrenkaplan Seiner Heiligkeit (Monsignore) verliehen. Von 1970 bis 1975 arbeitete er als Cancellarius Curiae in der Bistumsleitung von Fresno.
Papst Paul VI. ernannte ihn am 7. Januar 1975 zum Titularbischof von Tamascani und Weihbischof im Bistum Fresno. Die Bischofsweihe spendete ihm der Bischof von Fresno, Hugh Aloysius Donohoe, am 19. März desselben Jahres. Mitkonsekratoren waren die Weihbischöfe William Robert Johnson aus Los Angeles und John Stephen Cummins aus Sacramento.
Am 15. Februar 1980 ernannte ihn Papst Johannes Paul II. zum Bischof von Stockton; die Amtseinführung fand am 17. April desselben Jahres statt. Am 12. Juli 1985 wurde er zum Erzbischof von Los Angeles ernannt und am 5. September in das Amt eingeführt. Während seiner Amtszeit begann er die Verwaltungsstrukturen der Erzdiözese umzugestalten.
Am 28. Juni 1991 nahm ihn Papst Johannes Paul II. als Kardinalpriester mit der Titelkirche Santi Quattro Coronati in das Kardinalskollegium auf. Nach dem Tod des Papstes nahm er am Konklave 2005 teil. 
Im Zuge von Missbrauchsvorwürfen gegen Priester seines Bistums wird Mahony verdächtigt, Fälle sexuellen Missbrauchs vertuscht und deren Aufklärung durch Polizeibeamte behindert zu haben. Im für einen Oscar nominierten Dokumentarfilm Deliver Us from Evil wird er durch Oliver O’Grady, einen pädophilen ehemaligen Priester seines Bistums, der wegen Kindesmissbrauchs sieben Jahre hinter Gittern verbrachte, beschuldigt, von der Pädophilie O’Gradys gewusst und ihn dennoch an eine Stelle versetzt zu haben, an der er wieder mit Kindern zu tun hatte. In einem anderen Fall wird Mahony vorgeworfen, einen inzwischen wegen Kindesmissbrauchs zu zehn Jahren Haft verurteilten Priester jahrelang geschützt zu haben.
Am 1. März 2011 nahm Papst Benedikt XVI. sein aus Altersgründen vorgebrachtes Rücktrittsgesuch an. Kardinal Mahony nahm nach dem Rücktritt Benedikts XVI. am Konklave 2013 teil, das Franziskus zum Papst wählte.
Am 13. März 2013 teilten die Anwälte von Opferfamilien mit, dass Opferfamilien und die katholische Kirche eine Einigung getroffen haben: Die Erzdiözese von Los Angeles, Kardinal Mahony und ein ehemaliger Priester zahlen insgesamt zehn Millionen Dollar; im Gegenzug werden die Vorwürfe nicht weiter verfolgt. In dem Fall ging es um Missbrauch an vier Kindern.
Nach dem Tod des Papstes Franziskus am 21. April 2025 vertrat Mahony die Klasse der Kardinalpriester bei der Sargschließung sowie der Beisetzung des Papstes, da die höherrangigen Kardinäle Kitbunchu, Poupard, Wetter und López Rodríguez nicht dazu in der Lage oder nicht in Rom anwesend waren.
Mahony ist Großkreuzritter und war von 1991 bis 30. September 2016 Großprior der Statthalterei USA Western in Los Angeles des Ritterorden vom Heiligen Grab zu Jerusalem.

## Mitgliedschaften
Kardinal Mahony war Mitglied folgender Einheiten der Römischen Kurie:
- Kongregation für die orientalischen Kirchen (seit 2008)[6]
- Präfektur für die ökonomischen Angelegenheiten des Heiligen Stuhls (seit 2000)[7]